# Erling Johnson
Erling Bjarne Johnson (* 7. Juni 1893 in Oslo; † 5. November 1967 in Odda) war ein norwegischer Chemiker, der vor allem durch die Entwicklung des Nitrophosphat-Prozesses bekannt wurde, der es ermöglichte, natürlich vorkommende Phosphatgesteine zum Beispiel für die Düngerproduktion zu nutzen.

## Leben und Wirken
Johnson erwarb seinen Abschluss als Chemieingenieur an der Technischen Hochschule von Kristiania 1913 und arbeitete danach bis 1916 an der norwegischen Landwirtschaftshochschule, wo er Assistent (Amanuensis) des Chemieprofessors Sebelien war. Schon damals befasste er sich mit Dünger. 1915 bis 1921 war er bei der Firma North Western Cyanamide Company in Odda angestellt. 1921 wurde er Mitglied des staatlichen norwegischen Rohstoffausschusses. Er war technischer Leiter der Farben- und Lackfabrik Monopoly auf Askøy und 1921 bis 1924 von Jakobsens Fabrik in Oslo. Ab 1925 war er Chefchemiker der Odda Schmelzwerke, einem Hersteller von Calciumcyanamid. 1963 wurde er pensioniert.
Johnson entwickelte die Methode 1927/28 bei den Odda Schmelzwerken in Odda erhielt 1932 das Patent. Er war mit den damaligen internationalen Bemühungen um die Entwicklung von Mehrnährstoffdünger (NPK-Dünger, für Stickstoff, Phosphor, Kalium) vertraut. Die bisherigen Verfahren (zum Beispiel der IG Farben) beruhten auf der Verwendung von teurer Schwefelsäure und erzeugten Gipsabfälle. Bei dem von Johnson entwickelten Verfahren wurden Calciumphosphat-Gesteine mit Salpetersäure aufgeschlossen und anschließend mit Ammoniak behandelt. Norsk Hydro protestierte erfolglos gegen das Patent (es hätte ihre Zusammenarbeit mit IG Farben beeinträchtigt) und am Ende übernahmen es auch Norsk Hydro, IG Farben und andere große Chemiefirmen (zuerst 1934 Bmag-Meguin AG, 1938 IG-Farben, später BASF, Hoechst und die niederländischen Staatsmijnen). Die Odda Schmelzwerke selbst benutzten das Verfahren nicht in der Produktion.
Norsk Hydro, der große norwegische Düngemittelhersteller, erhielt schon 1930 Zugang zu den Entwicklungen und verlangte, in Lizenzverhandlungen die Auslandsrechte übertragen zu bekommen, wogegen sich bei den Odda Schmelzwerken Protest erhob. Gleichzeitig arbeitete Norsk Hydro in ihren eigenen Forschungslaboren daran, die Patente von Johnson zu umgehen. Ein 1931 beantragtes Patent unter Verwendung von Ammoniumnitrat wurde aber am Ende 1935 zurückgewiesen. 1936 begannen sie, eine Pilotanlage (und 1938 eine Fabrik) ohne Lizenz zu betreiben. Ein Patentstreit wurde 1947 durch einen Vergleich beigelegt: man zahlte 175.000 schwedische Kronen (in heutigem Wert ein mehrfacher Millionenbetrag) und schloss ein auf zehn Jahre angelegtes Kooperationsabkommen zur Nutzung der Patente. Ab 1951 benutzte Norsk Hydro das ursprüngliche Verfahren von Odda statt ihrer modifizierten Version und 1955 erhielt Johnson den Ehrenpreis von Norsk Hydro.
1964 erhielt er die Guldberg-Waage-Medaille der norwegischen chemischen Gesellschaft.
Johnson war ein begeisterter Sportler (Skilauf, Tennis), Fotograf und Rosenzüchter. Er hatte später eine Hütte bei Fonnastøl. Mit seiner Ehefrau Astrid hatte er drei Kinder.